# Inés Sainz
Inés Sainz Esteban (Bilbao, 6 ottobre 1975) è una modella spagnola, eletta Miss Spagna nel 1997.

## Biografia
Inés Sainz fu incoronata Miss Spagna l'8 febbraio 1997 ad Alicante. In seguito al titolo partecipò anche a Miss Universo 1997 e lavorò per un breve periodo nel mondo della moda e della televisione, preferendo però alla fine dedicarsi alla carriera delle pubbliche relazioni. Proveniente dagli studi di marketing e comunicazione, la Sainz infatti scelse di lavorare presso l'ufficio stampa di Elizabeth Arden.